# Cilada.com
Cilada.com é um filme de comédia brasileiro de 2011, dirigido por José Alvarenga Júnior, escrito e estrelado por Bruno Mazzeo e produzido por Globo Filmes. O longa é uma adaptação da sitcom homônima exibida pelo canal Multishow.
O filme conta a história de Bruno que se tornou o protagonista de um vídeo que vira hit na internet - relações sexuais com sua namorada. Tudo isso é resultado de uma vingança, já que Bruno a traiu. No decorrer do filme Bruno começa a ser alvo de brincadeiras, pois no vídeo ele termina precocemente, e tenta criar outro para redimir sua imagem.
Em uma entrevista, Bruno Mazzeo revelou que sempre houve o interesse em fazer a adaptação cinematográfica da série, mas só veio a sair do papel quando o diretor Alvarenga Júnior juntamente com Augusto Casé, lhe apresentou o projeto do longa-metragem. Filmagens inciaram em outubro de 2010, no Rio de Janeiro. Cilada.com foi lançado nos circuitos brasileiros pela Downtown Filmes em 8 de julho de 2011, sendo a principal estreia da semana, e se posicionou em primeiro lugar na lista dos melhores lançamentos do ano. Os críticos especializados deram avaliações mistas ao filme.

## Enredo
O publicitário Bruno (Bruno Mazzeo) participa de uma festa de casamento com sua namorada, Fernanda (Fernanda Paes Leme), e é ela quem pega o buquê de noiva. Durante uma apresentação de slides do pai da noiva, o painel dos slides cai revelando Bruno traindo Fernanda com outra mulher por trás do painel. Fernanda se revolta, briga com ele e, no dia seguinte, publica um vídeo no YouTube onde eles fazem sexo — Bruno diz que vai "arrasar" com ela, mas tudo termina precocemente.
No trabalho de Bruno, todos os colegas fazem piada com o vídeo, que se espalha rapidamente. Bruno entra em contato com Marconha (Sérgio Loroza), que filmou o casamento, para filmar uma cena quente de sexo de Bruno, para que ele a publique e possa se redimir da má imagem. Bruno não consegue gravar o filme, não consegue mais trabalhar direito e nem consegue reatar o namoro com Fernanda, por nunca conseguir dizer a frase "eu te amo" a ela.
Na festa de aniversário de Fernanda, Bruno, com a ajuda de Marconha, consegue projetar um filme — no estilo do videoclipe "Subterranean Homesick Blues" de Bob Dylan — para todos verem, onde ele se desculpa com Fernanda e finalmente consegue dizer que a ama. Eles finalmente reatam o namoro e Fernanda tem a ideia de fazer um novo vídeo de sexo, desta vez com uma boa performance de Bruno, mas ele acaba broxando novamente.

## Elenco
- Bruno Mazzeo como Bruno Amadeu
- Fernanda Paes Leme como Fernanda

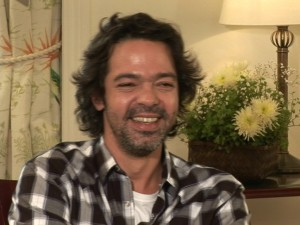
Bruno Mazzeo protagoniza o filme.

- Sérgio Loroza como Marco André (Marconha)
- Thelmo Fernandes como Gerson
- Carol Castro como Mônica
- Augusto Madeira como Sandro
- Luis Miranda como Pai Amâncio
- Dani Calabresa como Regina Kelly
- Fabíula Nascimento como Suzy
- Fulvio Stefanini como Dr. Leoni
- Alexandre Nero como Henrique
- Fernando Caruso como ele mesmo
- Marcos Caruso como Camargo
- Rita Elmôr como Ferrari
- Débora Lamm como Débora
- Roney Facchini como Dr. Elísio
- Flávio Pardal como Ângelo
- Miá Mello como ex-namorada de Bruno
- Débora Lamm como ex-namorada de Bruno
- Letícia Isnard como ex-namorada de Bruno
- Aninha Lima como ex-namorada de Bruno
- Rafaela Amado como ex-namorada de Bruno
- Maíra Charken como ex-namorada de Bruno

## Produção
Em uma entrevista ao AdoroCinema, o ator Bruno Mazzeo relatou que sempre houve a intenção de fazer a adaptação cinematográfica da série Cilada. Mas só veio a acontecer quando José Alvarenga Júnior juntamente com Augusto Casé, propôs o filme, que veio ser anunciado pela impressa somente em junho de 2008.
| “ | O desafio era fazer um filme que não parecesse uma série de TV esticada. E achamos que nada era mais cilada do que o cara ser exposto publicamente pela internet. No filme, a coisa foge do controle e ele vira celebridade do jeito que nenhum homem gostaria. | ” |
|   | — Bruno Mazzeo. |   |

As filmagens de Cilada.com foram iniciadas no início de outubro de 2010, no Rio de Janeiro. O filme contém mais de 60 participações especiais.

## Lançamento
A primeira pré-estreia do filme teve lugar em um shopping em São Paulo no dia 5 de junho de 2011. Outra pré-estreia aconteceu no Rio de Janeiro, também com a presença do elenco. Cilada.com foi lançado nos cinemas brasileiros pela distribuidora Downtown Filmes em 8 de julho de 2011.

### Home video
Em 13 de fevereiro de 2012, o filme foi lançado com alta qualidade em formatos Blu-ray e DVD.

## Recepção

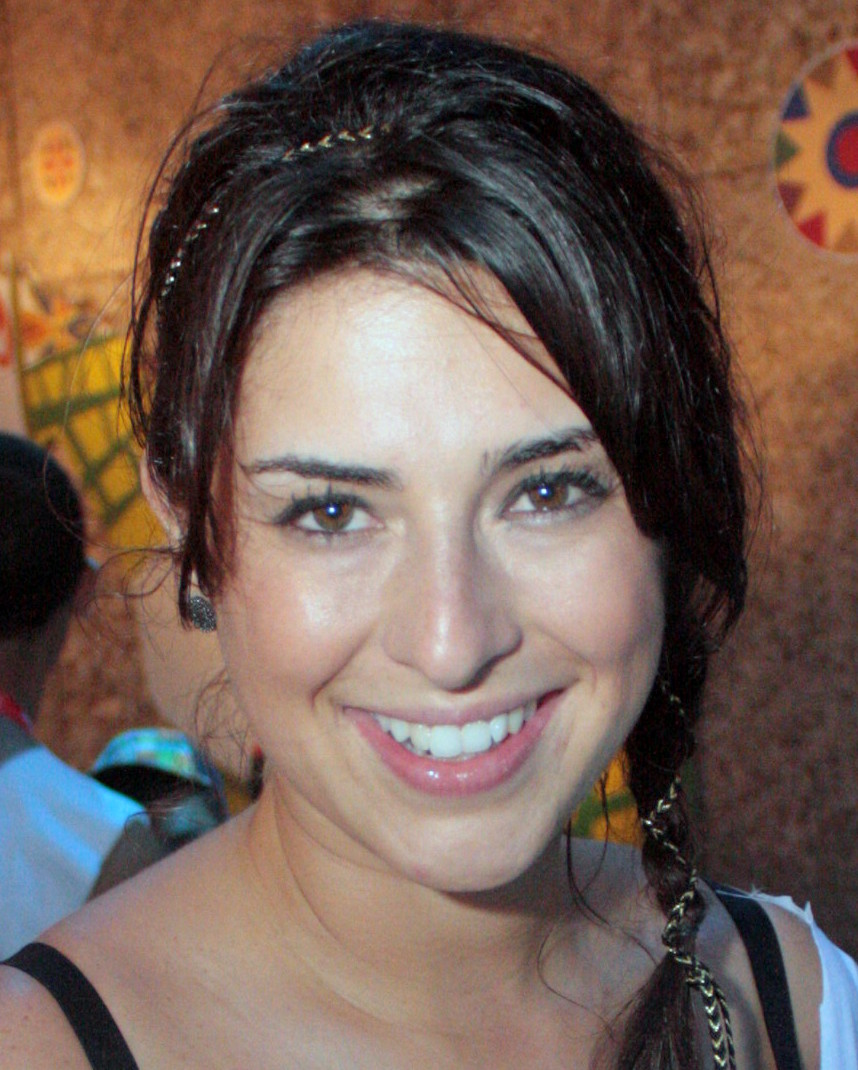
Fernanda Paes recebeu avaliações positivas a respeito de sua atuação no filme.

### Crítica
Cilada.com recebeu avaliações mistas dos críticos especializados. Roberto Cunha do site AdoroCinema concedeu 4.5 de 5 estrelas ao filme e elogiou as atuações do elenco principal e das participações especiais. Também comentou que "a comédia também pode emocionar aqueles que buscam somente o riso".  O portal Vírgula, do UOL, concedeu duas de cinco estrelas, dizendo que "algumas piadas de mau gosto e clichês de comédias românticas podem sobreviver quando o que se tem para contar possui força para carregá-los."
Marcelo Hessel do Omelete deu 1 de 5 estrelas ao filme, e relatou que Cilada.com vai do humor de constrangimento, aos clichês mais batidos do gênero, passando pelo be-a-bá da fofura indie. O ápice das "sacadas" recicla o clipe de "Subterranean Homesick Blues". O crítico também escreveu que o filme "passaria sem grandes traumas se o problema fosse só o déjà vu [...] o que pega, de verdade, no filme não é a tendência americanófila do comediante de stand up, mas o seu umbiguismo".

### Bilheteria
Sendo a principal estreia da semana em 378 salas, Cilada.com se posicionou em primeiro lugar na lista dos melhores lançamentos em 2011, levando um público recorde de 440.978 espectadores aos cinemas, com uma receita semanal de 4.895.478 de reais. Em sua segunda semana, com apenas oito dias em cartaz, o filme levou mais de 1 milhão de espectadores, arrecadando um total de 11.803.299 reais. Em suas nove semanas em cartaz o filme levou um total de 2.974.697 espectadores aos cinemas, obtendo uma receita total de 28 milhões de reais.

## Possível sequência
Antes do lançamento do filme, em uma entrevista, Bruno Mazzeo revelou seu interesse em realizar uma continuação do filme, relatando que caso existisse a possibilidade de um segundo filme, não seria "Cilada.com 2", e disse que o filme poderia ser realizado, mas o que faltava no momento era a história. O filme veio a ser oficialmente confirmado somente em setembro de 2011, com o título Cilada de Férias, cujo lançamento estava programado para 5 de julho de 2013.